# Alimentation Couche-Tard
Alimentation Couche-Tard, «Алимантасьон Куш-Тар» — канадская компания в сфере розничной торговли. Управляет сетью из 14 300 магазинов и автозаправочных станций в 24 странах мира, в основном в Северной Америке, станах Скандинавии, Балтии, Ирландии и Польше.

## История
Компанию основал Ален Бушар (Alain Bouchard), в 1985 году он купил сеть из 12 магазинов Couche-Tard в городе Квебек (первый магазин сети открылся в 1980 году). По мере расширения сеть начала называться Alimentation Couche-Tard (букв. «еда для тех, кто ложится поздно»). К 1996 году сеть насчитывала 310 магазинов, в 1997 году были куплены ещё 295 магазинов, принадлежавших компании Provigo. В 1999 году была куплена сеть из 813 магазинов Silcorp; эта покупка сделала Couche-Tard крупнейшей торговой сетью Канады. Первой покупкой в США стала компания Johnson Oil с сетью из 225 магазинов в Иллинойсе, Индиане и Кентукки. В следующем году были куплены 285 магазинов обанкротившейся компании Daisy Mart Convenience Stores. Число торговых точек почти удвоилось в 2003 году с покупкой розничной сети нефтегазовой компании ConocoPhillips; эта сеть, называвшаяся Circle K, насчитывала 1663 автозаправки с магазинами в 16 штатах.
В июне 2012 года за 2,6 млрд долларов была куплена розничная сеть (2300 автозаправок с магазинами) норвежской нефтяной компании Statoil. В марте 2016 года у Imperial Oil были куплены 279 автозаправок, работавших под брендом Esso. В августе того же года за 3,8 млрд была куплена сеть автозаправок CST Brands; эта компания базировалась в Сан-Антонио (Техас) и владела более 2000 торговых точек под различными брендами (Valero, Exxon, Shell, Phillips 66 и др.).

## Деятельность
По состоянию на 2022 год у компании было 9255 торговых точек в Северной Америке и 2700 в Европе. На США пришлось 66 % выручки, магазины и заправки компании имеются в 47 штатах. В Канаде Couche Tard представлена во всех 10 провинциях, на домашний рынок пришлось 12 % выручки. В Европе компания имеет торговые точки в Скандинавии, Прибалтике, Ирландии и Польше. На продажу горючего приходится 74 % выручки компании.
Торговые точки компании работают под брендами Couche-Tard, Circle K, On the Run, Mac’s Convenience Stores, go!, 7-jours, Dairy/Daisy Mart, Becker’s, Winks и Holiday Stationstores.
Компания заняла 323-е место в списке крупнейших публичных компаний мира Forbes Global 2000 за 2023 год.